# Anmary
Linda Dinsberga (går under artistnamnet Anmary), född 3 mars 1980 i Gulbene i Lettland, är en lettisk countrypopsångerska.

## Biografi
Som ung gick hon på en musikskola där hon lärde sig spela piano. Hennes karriär började med TV-programmet The Talent Factory där hon slutade på andra plats. Hon har varit med i flera musikprojekt och musikaler. Hon har även varit huvudsångerska i grupperna Sunny Sense och Mash Mash. Hon har turnerat i Tyskland, Spanien, Frankrike och Belgien tillsammans med Hamburgs symfoniorkester. Hon jobbar som både sångerska och röstcoach. Hon har en två år gammal son.

## Eurovision
Den 18 februari 2012 vann hon Lettlands nationella uttagningsfinal Eirodziesma 2012 med låten "Beautiful song" och fick därmed äran att representera sitt land i Eurovision Song Contest 2012. Då hade hon redan tagit sig vidare tillsammans med fyra av de andra nio finalisterna från en semifinal den 14 januari. Hon tävlade i den första semifinalen den 22 maj, men lyckades inte ta sig till finalen den 26 maj. 

## Diskografi

### Album
- Piparkūku sirsniņa (2009)

### Singlar
- "Beautiful Song" (2012)
- "Sari Gelin" (2013)